# 아스프로사우루스
아스프로사우루스(Asprosaurus)는 백악기 후기, 오늘날 대한민국에서 서식한 대형 도마뱀이다. 주로 코레아노사우루스를 사냥하였다.